# Zębowice (województwo dolnośląskie)
Zębowice – wieś w Polsce położona w województwie dolnośląskim, w powiecie jaworskim, w gminie Paszowice.

## Podział administracyjny
W latach 1975–1998 miejscowość należała administracyjnie do województwa legnickiego.

## Nazwa
Miejscowość po raz pierwszy zanotowana w łacińskim dokumencie z 1251 roku jako Zambovize. Notowana w 1277 i 1360 Sambicz, 1345 Sambowicz, 1630 w zgermanizowanej formie Semmelwitz, 1736 Sambowitz.
Nazwa pochodzi od polskiej nazwy ząb lub staropolskiego imienia Sambor. Śląski pisarz Konstanty Damrot w swojej pracy o nazewnictwie na Śląsku wydanej w 1896 roku w Bytomiu wymienia dwie nazwy polską "Zębowice" oraz niemiecką "Semmelwitz". Wywodzi ją od staropolskich imion Sębor - Sambor lub słowa "ząb" - "Namen sind wahrscheinlich durch Verkurzung aus Szęborowice vulg. Samborowice, von Sębor - Sambor entstanden oder von dem selteneren Namen: Ząb.". Podobny wywód przedstawia również niemiecki językoznawca Paul Hefftner. W książce o nazwach miejscowych regionu wrocławskiego z 1910 roku pisze, że nazwa pochodzi z języka polskiego "Dem Name lieght das poln. Substantiv ząb, altslawische ząbu = dens Zahn".
W kronice łacińskiej Liber fundationis episcopatus Vratislaviensis (pol. Księga uposażeń biskupstwa wrocławskiego) spisanej za czasów biskupa Henryka z Wierzbna w latach 1295–1305 miejscowość wymieniona jest w zlatynizowanej formie Sambowitz. W średniowiecznym dokumencie z 1307 roku wymieniona jest jako Semelwyz.

## Zabytki
Do wojewódzkiego rejestru zabytków wpisane są obiekty:
- dwa parki, z XIX w.